# Traficants de licor
Traficants de licor (títol original: Moonrunners) és una pel·lícula de la sèrie B estatunidenca dirigida per Gy Waldron i estrenada el 1975. Inspirada en la biografia del bootlegger Jerry Rushing, es tracta de la pel·lícula precursora de la sèrie The Dukes of Hazzard. Ha estat doblada al català.

## Argument
Els germans Hagg, transporten alcohol il·legalment a compte del seu oncle Jesse, enfrontats a Jake Rainey, un home de negocis interessat en aquest trànsit, i el xèrif Roscoe Coltrane, disposat a tot per detenir els germans Lee.

## Repartiment
- James Mitchum: Grady Hagg
- Kiel Martin: Bobby Lee Hagg
- Arthur Hunnicutt: Oncle Jesse Hagg
- Chris Forbes: Beth Ann Eubanks
- George Ellis: Jake Rainey
- Pete Munro: Zeebo
- Joan Blackman: Reba Rainey
- Waylon Jennings: El narrador
- Ralph Mooney: Guitarra i tambors
- Don Brooks: Harmonica
- Fred Newell: Ell mateix - guitarra / banjo
- Larry Whitemore: guitarra rítmica
- Duke Goff: guitarra baixa
- Richie Albright: percussions
- Elaine McFarlane: la barmaid de Jake Rainey
- Joey Giardello: l'home del sindicat
- Rick Hunter: el patron del Rowdy Boar's Nest
- Dick Steinborn: l'amo del Obnoxious bar
- Happy Humphrey: Tiny, l'home del syndicat
- John Chappell: Luther